# I Proletariat

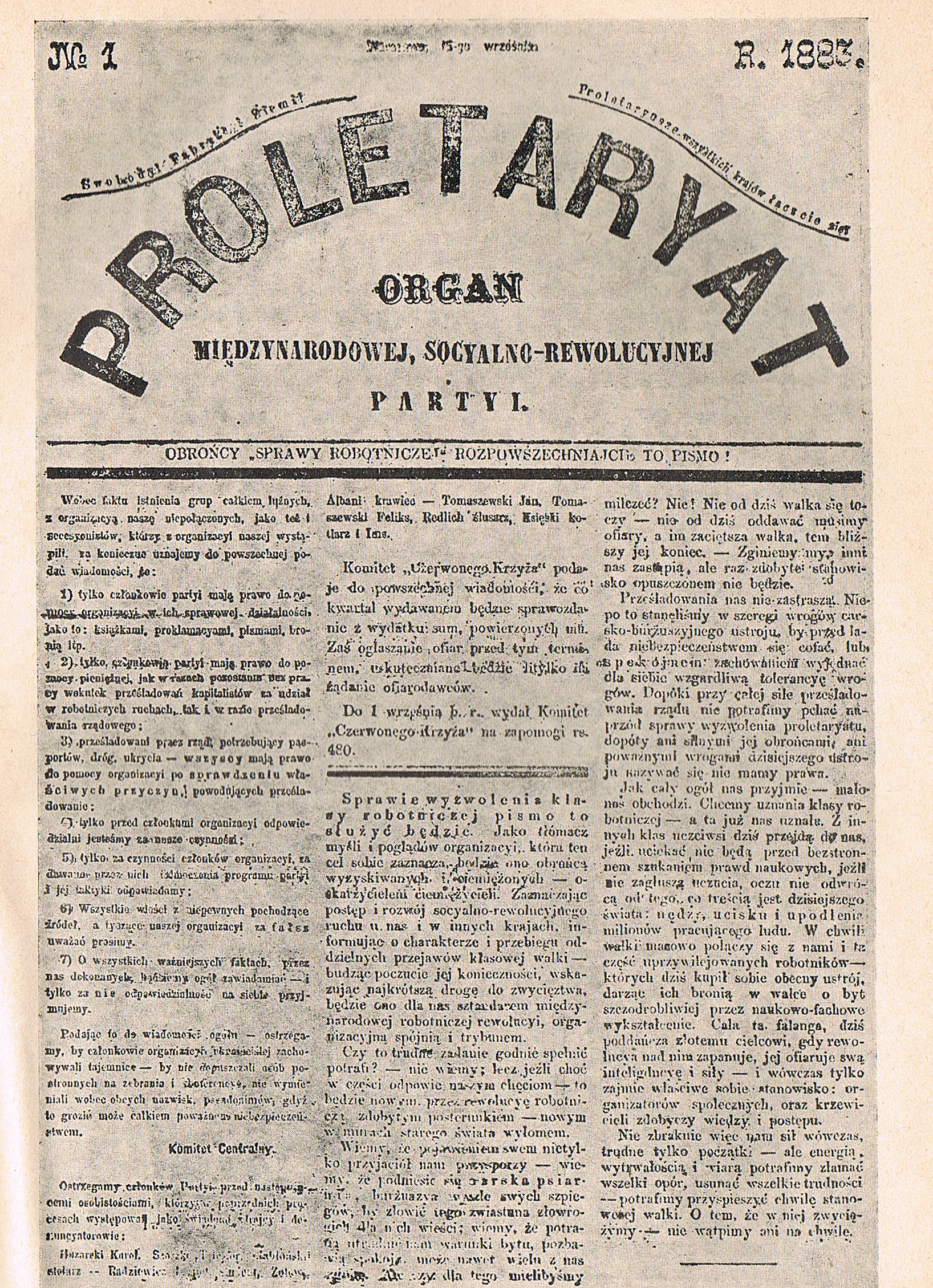
Pierwszy numer pisma „Proletaryat”

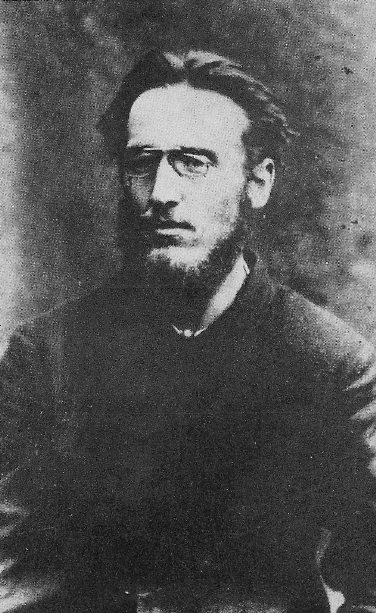
Ludwik Waryński, przywódca partii

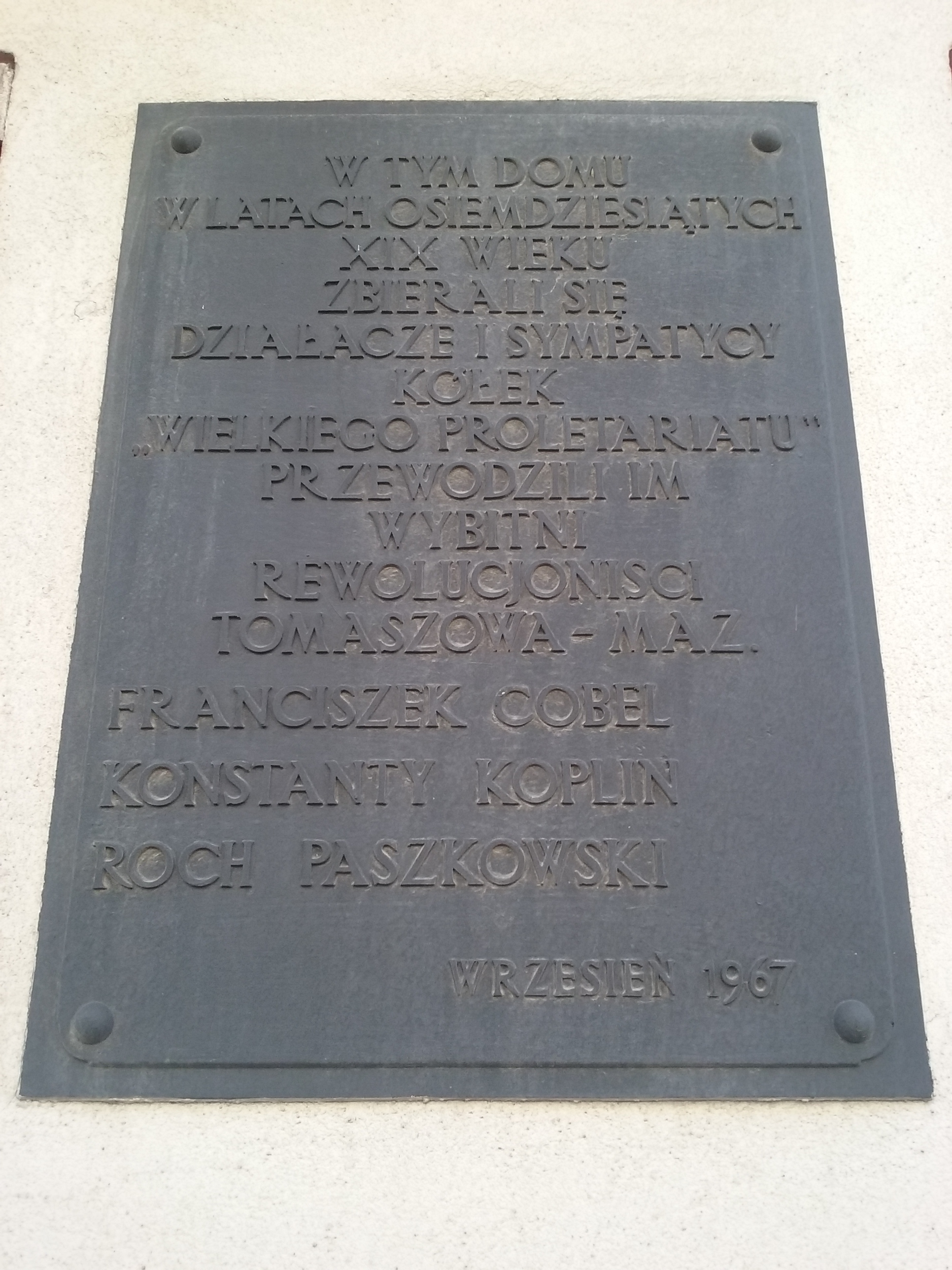
Tablica upamiętniająca lokalnych działaczy Proletariatu – Franciszka Cobela, Konstantego Koplina, Rocha Paszkowskiego w Tomaszowie Mazowieckim, wówczas dużym ośrodku przemysłu lekkiego (ulica Krzyżowa 30)

Socjalno-Rewolucyjna Partia Proletariat lub Międzynarodowa Socjalno-Rewolucyjna Partia Proletariat – pierwsza polska partia robotnicza opierająca się na założeniach marksizmu, anarchizmu i ideologii rosyjskiej Narodnej Woli (w historiografii PRL zwana również „I Proletariatem” lub „Wielkim Proletariatem”) funkcjonująca w Królestwie Polskim od 1882 do 1886. Jej pięciu działaczy zostało straconych przez władze carskie.

## Historia
Partia powstała w sierpniu 1882 roku w Warszawie. Jej założycielem był powracający w grudniu 1881 z Genewy Ludwik Waryński oraz działacze lokalnych kółek socjalistycznych Henryk Dulęba i Kazimierz Puchewicz. Waryński rozpoczął dyskusje w środowiskach robotników i studentów m.in. ze Stanisławem Krusińskim. W kwietniu 1882 Waryński i Puchewicz wydali pierwszą niepodpisaną odezwę wspierającą strajk robotników w Warsztatach Naprawczych Kolei Warszawsko-Wiedeńskiej. Waryńskiego wspierał emisariusz petersburskiej grupy młodzieży polskiej Stanisław Kunicki.
Organizacja w lipcu i sierpniu 1882 przygotowała swój pierwszy program jako „Odezwa Komitetu Robotniczego Partii Socjalno-Rewolucyjnej «Proletariat»”. Podstawą organizacji były 6-10-osobowe kółka podporządkowane Komitetowi Robotniczemu. W grudniu 1882 organizację opuścił Kazimierz Puchewicz, który powołał w następnym roku Partię Robotniczą Solidarność, która ograniczała swoje działania wyłącznie do spraw ekonomicznych, odrzucając żądania polityczne.
W styczniu 1883 w Wilnie odbył się pierwszy Zjazd partii. W skład tymczasowego kierownictwa powołano wówczas: Ludwika Waryńskiego, Tadeusza Rechniewskiego, Edmunda Płoskiego, Henryka Dulębę, Aleksandrę Jentysówną, Stanisława Kunickiego i Aleksandra Dębskiego. W marcu 1883 odbył się drugi zjazd w Warszawie, gdzie najprawdopodobniej przyjęto nazwę „Międzynarodowa Socjalno Rewolucyjna Partia Proletariat”, którą sygnowano pisma partyjne. jednak w odezwach posługiwano się również nazwami „Socjalno-Rewolucyjna Partia Proletariat”, lub „Socjalno-Rewolucyjna Partia”. Władza w partii należała do Komitetu Robotniczego lub zamiennie Komitetu Centralnego, które były ciałami wieloosobowymi, a decyzje podejmowano demokratycznie. Wobec sytuacji politycznej i częstych aresztowań skład Komitetu Centralnego zmieniał się czterokrotnie.
We wrześniu 1883 aresztowano Ludwika Waryńskiego, jego partnerkę Aleksandrę Jentysównę i Edmunda Płoskiego. W styczniu 1884 zostali aresztowani Tadeusz Rechniewski, jego żona Witolda i Henryk Dulęba. Wobec zaistniałej sytuacji Stanisław Kunicki i Aleksander Dębski przyjęli do współpracy Ludwika Janowicza, Hilarego Gostkiewicza i Zofię Płaskowicką-Dziankowską. Bliskimi współpracownikami byli Bronisław Sławiński i Feliks Kon. 15 września 1883 ukazał się pierwszy numer pisma „Proletaryat”. W połowie 1883 do Krakowa musiała zbiec Maria Zofia Onufrowicz-Płoska, która została tam w grudniu aresztowana i przekazana władzom carskim.
W lipcu 1884 aresztowano Stanisława Kunickiego, w późniejszym czasie pozostałych członków Komitetu. Nowe kierownictwo skupiło się wokół Marii Bohuszewiczówny, byli to: Konstanty Strzemiński, Rozalia Felsenhardt, Józef Razumiejczyk a bliską współpracownicą była Julia Razumiejczyk. Grupa ta pracowała do września 1885, kiedy nastąpiły masowe aresztowania. Ostatni skład Komitetu Centralnego tworzyli Marian Stefan Ulrych, Wincenty Buksznis, Michał Żynda, Władysław Wisłocki, Teofil Bronikowski i Bronisława Waligórska. Grupę tę aresztowano w lipcu 1886 po nieudanym zamachu na prowokatora Piotra Pińskiego.
W sierpniu 1885 rozpoczął się w Warszawie proces 29 „proletariatczyków”, wybranych spośród 190 aresztowanych. W grudniu ogłoszono wyrok skazujący sześciu z nich na karę śmierci, osiemnastu na 16 lat katorgi, dwóch na 8 lat katorgi, zaś dwóch na osiedlenie na Syberii. Po odwołaniach karę śmierci utrzymano dla Piotra Bardowskiego, Jana Pietrusińskiego, Stanisława Kunickiego i Michała Ossowskiego. wyrok wykonano 28 stycznia 1886, na stokach Cytadeli Warszawskiej. Były to pierwsze po powstaniu styczniowym wyroki śmierci, wydane z przyczyn politycznych w zaborze rosyjskim. Józef Szmaus i Mikołaj Lury zostali skazani na 20 lat katorgi (wskutek odwołania od kary śmierci). Na 16 lat katorgi skazano: Teoflia Błocha, Ludwika Janowicza, Ludwika Waryńskiego i Mieczysława Mańkowskiego.
Partia istniała w kraju do 1886 roku, lecz najbardziej aktywna była przez pierwsze kilkanaście miesięcy, gdyż aresztowania najbardziej znanych działaczy w latach 1883–1884 (Waryńskiego, Aleksandry Jentysówny, Tadeusza Rechniewskiego, Henryka Dulęby) znacznie zahamowały rozwój partii. Partia przetrwała na emigracji, skąd emisariusze rozpoczęli kontynuację jako Polska Socjalno-Rewolucyjna Partia „Proletariat” w 1888 roku.
Jako formy walki przewidywano strajki, manifestacje oraz terror, wymierzony w prowokatorów i carskich agentów, próbując przeniknąć szeregi ugrupowania. Partia opowiadała się za internacjonalizmem i sprzeciwiała dążeniom niepodległościowym. Jej działacze wychodzili bowiem z założenia, że państwo zawsze jest narzędziem klasowej opresji. Spodziewali się nadto, że międzynarodowa rewolucja i powstały w jej efekcie nowy system społeczno-ekonomiczny rozwiąże sam w sobie kwestię ucisku narodowego. Najważniejszym zadaniem była dla partii walka klas: wyzyskiwanych (robotników) z wyzyskującymi (kapitalistami), ale w programie partii była również: likwidacja własności prywatnej, bezpłatna oświata, równość społeczna. Partia wydawała własne czasopisma: w kraju: „Proletaryat”, zaś na emigracji w Genewie: „Walka Klas” i „Przedświt” (redaktor Stanisław Mendelson).
Program był próbą zastosowania marksizmu w warunkach polskich: rewolucja w interesie klasy robotniczej, hasło „proletariusze wszystkich krajów łączcie się” (internacjonalizm proletariacki), poprawa sytuacji bytowej, brak kwestii niepodległości, brak kwestii agrarnej. Zawierał jednak szereg intuicji, typowych dla programów anarchistycznych, co wynikało z kontaktów działaczy Proletariatu z rewolucjonistami z Narodnej Woli. Te charakterystyczne elementy, odstające znacznie od marksizmu-leninizmu, to m.in. przekonanie, że klasami rewolucyjnymi są także inteligencja, rzemieślnicy i chłopi, a nie tylko robotnicy fabryczni. Co więcej, działacze Proletariatu stali na stanowisku, że carat jako taki nie jest zjawiskiem klasowym, opiera się bowiem – ich zdaniem – na dobrze zorganizowanej biurokracji, a nie jakiejkolwiek klasie społecznej.